# پیمیت هیلز (ویرجینیا)
پیمیت هیلز (به انگلیسی: Pimmit Hills) یک منطقهٔ مسکونی در ایالات متحده آمریکا است که در شهرستان فرفکس، ویرجینیا واقع شده‌است. پیمیت هیلز ۳٫۸ کیلومتر مربع مساحت و ۶٬۰۹۴ نفر جمعیت دارد و ۱۱۱ متر بالاتر از سطح دریا واقع شده‌است.